# P-adisch getal
In de getaltheorie, een deelgebied van de wiskunde, vormen de {\displaystyle p}-adische getallen voor elk priemgetal {\displaystyle p} een uitbreiding {\displaystyle \mathbb {Q} _{p}} van de rationale getallen {\displaystyle \mathbb {Q} ,} geheel anders van aard dan de bekende uitbreidingen naar de reële- en de complexe getallen. In een {\displaystyle p}-adische uitbreiding zijn de nieuwe elementen de equivalentieklassen van fundamentaalrijen in de {\displaystyle p}-adische norm. De {\displaystyle p}-adische getallen werden voor het eerst beschreven door Kurt Hensel in 1897. Zij spelen een belangrijke rol in de getaltheorie.
Deze uitbreiding is gebaseerd op een gegeneraliseerde absolute waarde. De introductie van {\displaystyle p}-adische getallen werd vooral ingegeven door een poging om de ideeën en technieken van machtreeksen ook in de getaltheorie in te voeren. De invloed van {\displaystyle p}-adische getallen strekt zich nu echter veel verder uit. Het onderzoeksgebied van {\displaystyle p}-adische analyse biedt voor {\displaystyle p}-adische talstelsels bijvoorbeeld een alternatieve vorm van wiskundige analyse.

## Overweging
Hoe ziet een {\displaystyle p}-adisch getal eruit? Om een vergelijking met gewone decimale getallen te kunnen maken, is in deze inleiding {\displaystyle p=10} gekozen. Weliswaar is dit geen priemgetal, maar voor een deel van de aspecten van dit getalsysteem is dat niet nodig.
De gewone uitbreiding van de rationale getallen naar de reële getallen geeft in de decimale voorstelling getallen met een eindig aantal cijfers vóór de komma en een oneindig aantal decimalen na de komma (alle cijferreeksen, niet alleen die met uiteindelijk een repeterend deel). Door steeds meer decimalen op te schrijven wordt de benadering steeds nauwkeuriger. In de "10-adische" uitbreiding komen getallen voor met slechts een eindig aantal decimalen na de komma, maar een oneindig aantal cijfers vóór de komma. Door in een 10-adisch getal steeds meer cijfers vóór de komma te schrijven wordt de 10-adische afstand tussen het getal met een oneindig aantal decimalen vóór de komma en het getal dat bestaat uit eindig veel van de decimalen vóór de komma, steeds kleiner met het links toevoegen van cijfers, doordat het verschil een veelvoud van een steeds grotere macht van 10 is. Zo is de 10-adische afstand {\displaystyle 1/1000} tussen het "getal" {\displaystyle \ldots 79333{,}21} en {\displaystyle 333{,}21}, omdat {\displaystyle \ldots 79333{,}21} de limiet is van een rij getallen die allemaal een veelvoud van 1000 verschillen van {\displaystyle 333{,}21}.
Met nog een cijfer erbij heeft het "getal" {\displaystyle \ldots 79333{,}21} een 10-adische afstand van {\displaystyle 1/10000} tot {\displaystyle 9333{,}21} omdat {\displaystyle \ldots 79333{,}21} de limiet is van een rij getallen die allemaal een veelvoud van 10000 verschillen van {\displaystyle 9333{,}21}.
Een bijzonderheid is dat in een {\displaystyle p}-adisch systeem geen minteken nodig is om negatieve getallen te noteren. Het getal {\displaystyle \ldots 99983} bijvoorbeeld stelt het getal {\displaystyle -17} voor, immers: {\displaystyle \ldots 99983+17=0}.

## p-adisch getalsysteem
In een {\displaystyle p}-tallige ontwikkeling komen reeksen voor die oneindig doorlopen met afnemende machten van {\displaystyle p}. Dergelijke reeksen zijn echter in {\displaystyle p}-adische zin niet convergent. Daarvoor in de plaats zijn er in de {\displaystyle p}-adische ontwikkeling reeksen die oneindig doorlopen met toenemende machten van {\displaystyle p}, die weliswaar in gewone zin divergeren, maar in {\displaystyle p}-adische zin convergent zijn.

### p-tallige ontwikkeling
Elk rationaal getal {\displaystyle q} kan in het {\displaystyle p}-tallig stelsel worden geschreven als een machtreeks in aflopende machten van {\displaystyle p}:
{\displaystyle q=\sum _{i=-\infty }^{n}a_{i}p^{i},}
met {\displaystyle 0\leq a_{i}<p} en {\displaystyle a_{n}\neq 0.} Nu kan de reeks eindig of oneindig zijn.
Men schrijft:
{\displaystyle q=a_{n}a_{n-1}\ldots a_{0},a_{-1}a_{-2}\ldots }
Met {\displaystyle p=5} is bijvoorbeeld:
{\displaystyle {\frac {326}{125}}={\frac {250+75+1}{125}}=2+3\times {\tfrac {1}{5}}+0\times {\tfrac {1}{25}}+1\times {\tfrac {1}{125}}=2{,}301_{5}}
en
{\displaystyle {\tfrac {1}{3}}={\tfrac {1}{5}}+{\tfrac {2}{15}}={\tfrac {1}{5}}+{\tfrac {3}{25}}+{\tfrac {1}{75}}={\tfrac {1}{5}}+{\tfrac {3}{25}}+{\tfrac {1}{25}}{\tfrac {1}{3}}=\ldots =0{,}{\overline {13}}_{5}}

### p-adische ontwikkeling
Een {\displaystyle p}-adisch getal {\displaystyle a} heeft een ontwikkeling:
{\displaystyle a=\sum _{i=m}^{\infty }a_{i}p^{i},}
Er zijn verschillende notaties voor {\displaystyle p}-adische getallen. Een voor de hand liggende manier is om, net als in het decimale stelsel, de coëfficiënten van links naar rechts in volgorde van afnemende machten van {\displaystyle p} op te schrijven. Voor een extra duidelijk onderscheid worden hier haakjes toegevoegd. Het bovengenoemde getal {\displaystyle a} wordt dan genoteerd als (met {\displaystyle m<0}):
{\displaystyle a=(\ldots a_{2}a_{1}a_{0},a_{-1}a_{-2}\ldots a_{m})_{p}}
In overeenstemming met het decimale talstelsel heten de coëfficiënten in de machtreeks die het {\displaystyle p}-adisch getal weergeeft, de cijfers van dat getal.
Alle niet-negatieve rationale getallen met als noemer een macht van {\displaystyle p} hebben een eindig aantal cijfers. De {\displaystyle p}-adische ontwikkeling in bovengenoemde notatie is dan identiek aan de gewone {\displaystyle p}-tallige ontwikkeling.
Alle negatieve rationale getallen met als noemer een macht van {\displaystyle p} worden verkregen door de positieve variant af te trekken van 0, als gewone handmatige aftrekking van rechts naar links. Na een aantal cijfers krijgt men dan een oneindige herhaling van het cijfer {\displaystyle p-1.}
Alle overige rationale getallen zijn representeerbaar met cijfers die naar links oneindig lang doorlopen, met een repeterende reeks cijfers.
Ieder rationaal getal kan zo op unieke wijze worden geschreven in het {\displaystyle p}-adisch getalstelsel (en dat is dus zonder minteken), eventueel met een repeterend gedeelte. (Dit in tegenstelling tot de gewone {\displaystyle p}-tallige ontwikkeling, waarbij bijvoorbeeld {\displaystyle 31{,}2{\overline {4}}_{5}=31{,}3_{5}}.) Omgekeerd is elk {\displaystyle p}-adisch getal met een eindige of repeterend oneindige ontwikkeling een rationaal getal.
Met {\displaystyle p=5} is bijvoorbeeld:
{\displaystyle 1/3=\sum _{k=m}^{\infty }a_{k}5^{k},}
zodat:
{\displaystyle 1=3\times 1/3=\sum _{k=m}^{\infty }3a_{k}5^{k}}
Daaruit volgt voor de coëfficiënten (rekenen modulo 5):
{\displaystyle 3a_{0}=1,a_{0}=2;3a_{1}+1=0,a_{1}=3;3a_{2}+2=0,a_{2}=1}; etc.,
dus
{\displaystyle 1/3=(\ldots 13132)_{5}=({\overline {13}}2)_{5}}
Verder kan berekend worden (modulo 5):
{\displaystyle {\tfrac {2}{3}}=2\times {\tfrac {1}{3}}=2\times ({\overline {13}}2)_{5}=({\overline {31}}4)_{5}}
En ter controle:
{\displaystyle {\tfrac {1}{3}}+{\tfrac {2}{3}}=({\overline {13}}2)_{5}+({\overline {31}}4)_{5}=1}
Meer voorbeelden met {\displaystyle p=5}:
{\displaystyle 2=(2)_{5}}, want {\displaystyle 2=2\cdot 5^{0}}
{\displaystyle 8=(13)_{5}}, want {\displaystyle 8=1\cdot 5^{1}+3\cdot 5^{0}}
{\displaystyle 29=(104)_{5}}, want {\displaystyle 29=1\cdot 5^{2}+0\cdot 5^{1}+4\cdot 5^{0}}
{\displaystyle 9{,}3=({\overline {2}}41{,}4)_{5}}, want {\displaystyle 5^{2}{\frac {2}{1-5}}+4\cdot 5^{1}+1\cdot 5^{0}+4\cdot 5^{-1}=-{\tfrac {25}{2}}+21+{\tfrac {4}{5}}=9{,}3}
{\displaystyle {\tfrac {1}{2}}=({\overline {2}}3)_{5}=3+5\cdot {\frac {2}{1-5}}}
{\displaystyle {\tfrac {5}{7}}=({\overline {241203}}30)_{5}=5\left(3+5\cdot {\frac {2\cdot 5^{5}+4\cdot 5^{4}+5^{3}+2\cdot 5^{2}+3}{1-5^{6}}}\right)}
Voorbeelden van negatieve getallen:
{\displaystyle -1=({\overline {4}})_{5}={\frac {4}{1-5}}}
{\displaystyle -2=({\overline {4}}3)_{5}=3+5{\frac {4}{1-5}}}
{\displaystyle -{\tfrac {1}{2}}=({\overline {2}})_{5}={\frac {2}{1-5}}}
De verzameling {\displaystyle \mathbb {Q} _{p}} is de verzameling van alle mogelijke, al of niet repeterende {\displaystyle p}-adische decimale getallen. {\displaystyle \mathbb {Q} _{p}} en {\displaystyle \mathbb {R} } hebben dezelfde kardinaliteit. Dat wil niet zeggen dat een getal in {\displaystyle \mathbb {Q} _{p}} dat geen rationaal getal is, te interpreteren is als een reëel getal, of dat een irrationaal getal in {\displaystyle p}-adische vorm te schrijven is.
De coëfficiënt {\displaystyle a_{m}} van de laagste macht van {\displaystyle p} in de {\displaystyle p}-adische ontwikkeling van het {\displaystyle p}-adische getal {\displaystyle x\in \mathbb {Q} _{p}} die ongelijk is aan 0, is ook de grootste macht van {\displaystyle p} die {\displaystyle x} deelt, zodat de {\displaystyle p}-adische norm van {\displaystyle x} gelijk is aan {\displaystyle \|x\|_{p}=a^{-m}} en dus alleen bepaald wordt door de positie van het laatste van nul verschillende cijfer in zijn {\displaystyle p}-adische cijferreeks. Zo is
{\displaystyle \|100\|_{5}=\|(400)_{5}\|_{5}={\tfrac {1}{25}}}
evenals
{\displaystyle \|1925\|_{5}=\|(30200)_{5}\|_{5}={\tfrac {1}{25}}}

### p-adisch rekenen
Het optellen, aftrekken en vermenigvuldigen met {\displaystyle p}-adische getallen, voorgesteld op de bovengenoemde wijze, verloopt gewoon als bij decimale getallen, met als verschil dat {\displaystyle p}-tallig wordt gerekend. Bij deling worden de cijfers net als bij de andere operaties (maar anders dan bij een gewone staartdeling) van rechts naar links bepaald ({\displaystyle p}-adische staartdeling). Hierbij is van belang dat het grondtal een priemgetal is. Bij grondtal 10 bijvoorbeeld is er een complicatie als de noemer deelbaar is door 2 of 5. Zo moet bijvoorbeeld 1/15 berekend worden als (2/3)/10.
Het van rechts naar links rekenen maakt dat het tussenresultaat volgens de speciale metriek convergeert naar het eindresultaat (hoewel dit volgens de gewone metriek niet het geval is). Wanneer slechts rationale getallen worden beschouwd is de speciale metriek niet nodig, en kan een naar links oneindige, uiteindelijk repeterende rij cijfers ook beschouwd worden als slechts een notatie (met een eindig aantal cijfers, dankzij de notatie voor het repeteren). Er geldt zelfs een sterkere eigenschap dan deze convergentie, namelijk dat in een eindig aantal stappen de exacte uitkomst gevonden wordt, namelijk als duidelijk is hoe de rij repeteert.

### Omrekenen
Het omrekenen van de {\displaystyle p}-tallige representatie van een rationaal getal naar de {\displaystyle p}-adische schrijfwijze, wordt vereenvoudigd door de volgende relatie tussen periodieke delen. Bijvoorbeeld;
{\displaystyle ({\overline {3}})_{5}=-{\tfrac {3}{4}}}, {\displaystyle \quad 0{,}{\overline {3}}_{5}=+{\tfrac {3}{4}}}
{\displaystyle ({\overline {13}})_{5}=-{\tfrac {1}{3}}}, {\displaystyle \quad 0{,}{\overline {13}}_{5}=+{\tfrac {1}{3}}}
en algemeen voor een periodiek deel van {\displaystyle n} cijfers:
{\displaystyle ({\overline {a_{n-1}\ldots a_{1}a_{0}}})_{5}=-(a_{n-1}\ldots a_{1}a_{0})_{5}{\frac {1}{5^{n}-1}}}, {\displaystyle \quad 0{,}{\overline {a_{n-1}\ldots a_{1}a_{0}}}_{5}=+{a_{n-1}\ldots a_{1}a_{0}}_{5}{\frac {1}{5^{n}-1}}}
Of met als grondtal het priemgetal {\displaystyle p}:
{\displaystyle ({\overline {a_{n-1}\ldots a_{1}a_{0}}})_{p}=-(a_{n-1}\ldots a_{1}a_{0})_{p}{\frac {1}{p^{n}-1}}}, {\displaystyle \quad 0{,}{\overline {a_{n-1}\ldots a_{1}a_{0}}}_{p}=+{a_{n-1}\ldots a_{1}a_{0}}_{p}{\frac {1}{p^{n}-1}}}
Aangezien een rationaal getal met een eindige {\displaystyle p}-tallige representatie ook {\displaystyle p}-adisch deze representatie heeft, zijn alleen rationale getallen met periodieke representaties van belang. In het bijzonder gaat het alleen om het repeterende deel, aangezien het niet-repeterende deel eenvoudig bij het repeterende kan worden opgeteld. Bijvoorbeeld is:
{\displaystyle ({\overline {13}}12{,}34)_{5}=({\overline {13}}00)_{5}+(12{,}34)_{5}}
De eventuele nullen op de eerste posities voor de komma betekenen slechts een vermenigvuldiging met een macht van {\displaystyle p}:
{\displaystyle ({\overline {13}}00)_{5}=({\overline {13}})_{5}\times 25}
Wat overblijft is een periodieke rij cijfers, die eenvoudig om te zetten is zoals boven aangegeven.
{\displaystyle ({\overline {13}})_{5}=-0{,}{\overline {13}}_{5}},
zodat
{\displaystyle ({\overline {13}}12{,}34)_{5}=-0{,}{\overline {13}}_{5}\times 25+12{,}34_{5}=-13{,}{\overline {13}}_{5}+12{,}34_{5}=-0{,}24{\overline {13}}_{5}}
Controle:
{\displaystyle ({\overline {13}}12{,}34)_{5}=-{\tfrac {25}{3}}+7+{\tfrac {19}{25}}=-{\tfrac {43}{75}}}
{\displaystyle -0{,}24{\overline {13}}_{5}=-{\tfrac {14}{25}}-{\tfrac {1}{75}}=-{\tfrac {43}{75}}}
De besproken methodiek kan op verschillende manieren toegepast worden. Bijvoorbeeld:
{\displaystyle 23{,}4{\overline {21}}_{5}=23{,}4_{5}+0{,}{\overline {21}}_{5}{\tfrac {1}{5}}=(23{,}4)_{5}-({\overline {21}})_{5}{\tfrac {1}{5}}=(23{,}3)_{5}-({\overline {12}})_{5}=(23{,}3)_{5}+({\overline {23}}3)_{5}=({\overline {23}}311,3)_{5}}
{\displaystyle 23{,}4{\overline {21}}_{5}=24_{5}-0{,}{\overline {23}}_{5}{\tfrac {1}{5}}=(24)_{5}+({\overline {23}})_{5}{\tfrac {1}{5}}=(24{,}3)_{5}+({\overline {32}})_{5}=({\overline {23}}311,3)_{5}}
{\displaystyle 23{,}4{\overline {21}}_{5}=23{,}3_{5}+0{,}{\overline {12}}_{5}=(23{,}3)_{5}-({\overline {12}})_{5}=(23{,}3)_{5}+({\overline {23}}3)_{5}=({\overline {23}}311,3)_{5}}
{\displaystyle 23{,}4{\overline {21}}_{5}=24{,}3_{5}-0{,}{\overline {32}}_{5}=(24{,}3)_{5}+({\overline {32}})_{5}=({\overline {23}}311,3)_{5}}
Dit kan ook gebruikt worden voor omrekenen in omgekeerde richting.

### Quotenotatie
Quotenotatie is een alternatieve notatie voor de {\displaystyle p}-adische ontwikkeling van een rationaal getal, en daarmee een alternatieve notatie voor het rationale getal zelf, met dienovereenkomstige interne opslag in, en berekeningen met een computer. Verschillen met de bovenstaande notatie voor de {\displaystyle p}-adische ontwikkeling zijn dat een enkel aanhalingsteken wordt gebruikt om de positie van het rechteruiteinde van het eventuele repeterende deel aan te geven, en dat dit ook rechts van de komma kan zijn, of op dezelfde positie als de komma. Er wordt in het laatste geval een uitroepteken geplaatst. Voordelen zijn dat de notatie korter is en rechtstreeks te typen is op een normaal toetsenbord, mits het grondtal niet hoeft te worden vermeld omdat dit uit de context blijkt.
Voorbeelden met grondtal 5:
{\displaystyle 1/3=({\overline {13}}2)} = 13'2
{\displaystyle 1/15_{10}=({\overline {13}},2)} = 13!2
{\displaystyle 1/75_{10}=({\overline {31}},32)} = 1,3'2

### Omgekeerde notatie
Naar analogie van de decimale (en meer algemeen de gewone {\displaystyle p}-tallige) notatie, waarin alleen een oneindige voortzetting naar rechts voorkomt, wordt ook wel een tegenovergestelde notatie gebruikt, en de cijfers van links naar rechts in volgorde van oplopende machten van {\displaystyle p} geschreven. Wel wordt de coëfficiënt van 1 vóór de scheidingskomma geschreven. Het getal 1/3 wordt dan dus genoteerd als:
{\displaystyle 1/3=(2{,}{\overline {31}})_{5}}
Dan moet dus wel uit de context blijken dat geen gewone 5-tallige ontwikkeling bedoeld wordt.
Bij deze schrijfwijze moet de richting van de berekeningen worden omgekeerd.

## Motivatie
Men kan heel wat leren over de gehele getallen door ze te reduceren modulo een priemgetal {\displaystyle p}. Dat houdt in dat men alle getallen identificeert die dezelfde rest hebben bij deling door {\displaystyle p.}. Voor {\displaystyle p=5} bijvoorbeeld maakt men abstractie van alle verschillen tussen de getallen ..., -7, -2, 3, 8, ... die allemaal rest 3 hebben bij deling door 5. Men houdt zo slechts 5 zogenaamde restklassen over, die men arbitrair aanduidt met 5 vertegenwoordigers, bijvoorbeeld 0, 1, 2, 3 en 4.
Voor sommige problemen is dit een te grove benadering. Men kan dan proberen te werken modulo {\displaystyle p^{2}}. Voor {\displaystyle p=5} heeft men dan {\displaystyle 5^{2}=25} verschillende restklassen. De getallen -2 en 3, die niet te onderscheiden zijn modulo 5 zijn dat wel modulo 25. Men ziet als het ware meer details in de verzameling {\displaystyle \mathbb {Z} }. Is dit nog niet genoeg, dan kan men modulo {\displaystyle p^{3}} werken, enzovoort. Het is alsof men {\displaystyle \mathbb {Z} } onder een microscoop bekijkt met een steeds sterkere vergroting. Hoe groter de macht van {\displaystyle p} die men gebruikt hoe meer details men ziet. Getallen die een grote macht van {\displaystyle p} verschillen zijn moeilijk van elkaar te onderscheiden. Voor het modulorekenen liggen ze als het ware erg dicht bij elkaar.
De {\displaystyle p}-adische norm lijkt bij een eerste kennismaking een kunstmatig en vergezocht concept, dat volledig in strijd is met intuïtieve gedachten over wat groot en klein is in de gehele getallen. Deze norm kwantificeert op een natuurlijke manier hoe gemakkelijk met modulorekenen het verschil tussen twee getallen te zien is.

## Kwadraten in dep-adische getallen
Elk {\displaystyle p}-adisch getal {\displaystyle a} kan geschreven worden als {\displaystyle a=p^{n}\cdot x}, met {\displaystyle \|x\|_{p}=1}. Het kwadraat hiervan is {\displaystyle a^{2}=p^{2n}\cdot x^{2}}, waarin ook {\displaystyle \|x^{2}\|_{p}=1}. In een kwadraat (van een {\displaystyle p}-adisch getal) staat het cijfer bij de laagste macht van {\displaystyle p} verschillend van 0, het eerste cijfer (in de bovengenoemde notatie het meest rechtse), op een even positie t.o.v. de komma.
Als {\displaystyle x_{0}} het eerste cijfer is van {\displaystyle x}, dan is het eerste cijfer van {\displaystyle x^{2}} de rest van {\displaystyle a_{0}^{2}} bij deling door {\displaystyle p}. Men zegt dat het eerste cijfer van {\displaystyle x^{2}} een kwadratische rest modulo {\displaystyle p} is. Het is bekend uit het modulorekenen dat slechts de helft van de {\displaystyle p}-adische cijfers {\displaystyle \{1,2,\dots ,p-1\}} kwadratische resten zijn.
Men kan aantonen dat elk getal in {\displaystyle \mathbb {Q} _{p}} dat aan de twee voorwaarden hierboven voldoet, ook inderdaad een kwadraat is. Met andere woorden, er geldt de volgende stelling:
Een getal {\displaystyle x\in \mathbb {Q} _{p}} is dan en slechts dan een kwadraat als
1. het eerste cijfer van {\displaystyle x} een kwadratische rest modulo {\displaystyle p} is
2. {\displaystyle x=p^{2n}\cdot y}, met {\displaystyle \|y\|_{p}=1}.

Voorbeelden
De kwadraten van {\displaystyle 1,2,3} en {\displaystyle 4} in het 5-tallig stelsel zijn respectievelijk {\displaystyle 1,4,14_{5}} en {\displaystyle 31_{5}.} De resten bij deling door 5 zijn {\displaystyle 1,4,4} en opnieuw {\displaystyle 1,} zodat {\displaystyle 1} en {\displaystyle 4} kwadratische resten zijn, maar {\displaystyle 2} en {\displaystyle 3} niet. De kwadraten in {\displaystyle \mathbb {Q} _{5}} zijn daardoor gemakkelijk te herkennen:
| {\displaystyle 25=(100)_{5}} :            | wel een kwadraat                                              |
| {\displaystyle 26=(101)_{5}} :            | wel een kwadraat                                              |
| {\displaystyle 27=(102)_{5}} :            | geen kwadraat                                                 |
| {\displaystyle 29=(104)_{5}} :            | wel een kwadraat                                              |
| {\displaystyle 32=(112)_{5}} :            | geen kwadraat (eerste cijfer is 2, geen kwadratische rest)    |
| {\displaystyle 6/5=(1,1)_{5}} :           | geen kwadraat (bevat een oneven macht van p=5)                |
| {\displaystyle (\ldots 1444144140)_{5}} : | geen kwadraat (eerste cijfer in tweede positie vóór de komma) |
Merk op dat {\displaystyle -1=(\dots 444)_{5}} een kwadraat is in {\displaystyle \mathbb {Q} _{5}}. Een van de wortels is {\displaystyle i=(\dots 12013233)_{5}}, de andere {\displaystyle -i=(\dots 32431212)_{5}}. Er is geen enkele reden om deze getallen niet te identificeren met de complexe getallen {\displaystyle \pm i.} In {\displaystyle \mathbb {Q} _{5}} is het dus mogelijk om een {\displaystyle p}-adische ontwikkeling te bepalen van de imaginaire getallen {\displaystyle \pm i.}
De getallen {\displaystyle t_{1}=1,\ t_{2}=-i,\ t_{3}=i} en {\displaystyle t_{4}=-1} hebben alle de norm 1 en beginnen achtereenvolgens met de cijfers 1, 2, 3 en 4. Men kan aantonen dat elk stel van vier dergelijke getallen, samen met 0, kan gebruikt worden als een alternatief stel cijfers, in de zin dat elk getal in {\displaystyle \mathbb {Q} _{5}} op unieke manier kan geschreven worden als
{\displaystyle b_{n}p^{n}+b_{n+1}p^{n+1}+\ldots +b_{k}p^{k}+\ldots ,\ (n\in \mathbb {Z} ,~b_{k}\in \{0,t_{1},t_{2},t_{3},t_{4}\})}
Meer algemeen bevat, voor elk priemgetal {\displaystyle p}, de verzameling {\displaystyle \mathbb {Q} _{p}} de {\displaystyle (p-1)}-ste (complexe) wortels {\displaystyle t_{k}} van 1: de Teichmuller cijfers. Deze hebben noodzakelijk norm 1, en beginnen elk met een ander {\displaystyle p}-tallig cijfer. Elk {\displaystyle p}-adisch getal kan op unieke manier geschreven worden als een oneindige som van termen {\displaystyle t_{k}p^{k}}. Het gebruik van Teichmuller cijfers maakt o.a. het berekenen van producten en quotiënten eenvoudiger. Omdat ze een cyclische groep vormen voor vermenigvuldiging is er geen sprake meer van 'overdracht' bij het cijferen.

## Hetp-adisch analogon van de complexe getallen
Het is welbekend dat heel wat vraagstukken over reële getallen gemakkelijker te behandelen zijn met behulp van de complexe getallen. De reden is dat {\displaystyle \mathbb {R} } weliswaar metrisch compleet is, maar niet algebraïsch gesloten, dat wil zeggen dat niet alle polynomen over {\displaystyle \mathbb {R} } ook nulpunten in {\displaystyle \mathbb {R} } hebben. Het lichaam {\displaystyle \mathbb {C} } is zowel metrisch compleet als algebraïsch gesloten en vormt zo de ideale structuur om aan analyse in te doen.
De situatie in {\displaystyle \mathbb {Q} _{p}} is hetzelfde. In eerste instantie zal men daarom de algebraïsche sluiting {\displaystyle {\overline {\mathbb {Q} _{p}}}} van de {\displaystyle p}-adische getallen construeren. In deze uitbreiding heeft ieder polynoom ook een volledig stel wortels. In het reële geval verloopt deze procedure relatief eenvoudig. Men voegt aan {\displaystyle \mathbb {R} } het getal {\displaystyle i} toe als wortel van de vergelijking {\displaystyle x^{2}+1=0.} Daarna definieert men {\displaystyle \mathbb {C} } als de verzameling van alle getallen van de vorm {\displaystyle a+bi,\ a,b\in \mathbb {R} ,} en men vindt dat deze verzameling zowel metrisch als algebraïsch compleet is. Merk op dat {\displaystyle \mathbb {C} } op een natuurlijke manier een vectorruimte vormt over {\displaystyle \mathbb {R} } van dimensie twee.
Maar in {\displaystyle \mathbb {Q} _{p}} is de zaak ingewikkelder. Men moet als het ware een oneindig aantal onafhankelijke ' {\displaystyle p}-adisch-imaginaire' elementen toevoegen om een algebraïsch gesloten uitbreiding {\displaystyle {\overline {\mathbb {Q} _{p}}}} te verkrijgen. Op dezelfde manier als in het reële geval vormt {\displaystyle {\overline {\mathbb {Q} _{p}}}} een vectorruimte over {\displaystyle \mathbb {Q} _{p}}, maar dan wel met een oneindige dimensie. Door deze oneindig-dimensionale uitbreiding verliest {\displaystyle \mathbb {Q} _{p}} daarenboven zijn metrisch compleet karakter. Er zijn m.a.w. in de veel grotere verzameling {\displaystyle {\overline {\mathbb {Q} _{p}}}} opnieuw cauchyrijen te vinden die niet meer convergeren. Men moet dus een nieuwe metrische vervollediging doorvoeren, waarbij (gelukkig) het algebraïsch gesloten karakter van {\displaystyle {\overline {\mathbb {Q} _{p}}}} bewaard blijft . Het eindresultaat is een gigantisch lichaam {\displaystyle \Omega _{p}}, dat de algebraïsche en metrische eigenschappen van {\displaystyle \mathbb {C} } imiteert, maar met een sterk afwijkende topologie. In het lichaam {\displaystyle \Omega _{p}} bestaan {\displaystyle p}-adische analoga van analytische functies, maattheorie en dies meer, die echter altijd gelinkt blijven aan de rekenkundige eigenschappen van het onderliggende priemgetal {\displaystyle p}. Niet zelden krijgen obscure stellingen uit de getaltheorie pas een natuurlijke interpretatie in het kader van de {\displaystyle p}-adische analyse in {\displaystyle \mathbb {Q} _{p}} of {\displaystyle \Omega _{p}}.

## p-adische gehele getallen
De {\displaystyle p}-adische getallen met {\displaystyle p}-adische norm ten hoogste 1 heten {\displaystyle p}-adische gehele getallen. Ze vormen een commutatieve ring met eenheidselement 1, genoteerd {\displaystyle \mathbb {Z} _{p}.}
Een rationaal getal (breuk) is een {\displaystyle p}-adisch geheel getal als zijn eenvoudigste noemer niet deelbaar is door {\displaystyle p.} Er zijn echter ook niet-rationale {\displaystyle p}-adische gehele getallen.
De {\displaystyle p}-adische gehele getallen vormen een lokale ring met als maximaal ideaal de getallen met norm precies gelijk aan 1 en als quotiëntenlichaam opnieuw {\displaystyle \mathbb {Q} _{p}.}